# Chapelle des Cornillons de Pregny-Chambésy
La chapelle des Cornillons est une chapelle située à Pregny-Chambésy, en Suisse.
Bien que la chapelle appartienne à l'Église Protestante de Genève, elle est utilisée par la communauté copte orthodoxe depuis 2013.

## Localisation
La chapelle est située au lieu-dit Cornillon, dans la localité de Chambésy, dans le sous-secteur de Chambésy - village, au sein de la commune de Pregny-Chambésy, dans la République et canton de Genève, en Suisse. Elle se trouve plus précisément au bord de la voie ferrée et du chemin des Cornillons.
Elle est également proche du hameau de Chambésy-Dessous et de la gare.

## Histoire

### Présence protestante à Pregny
Le territoire de Pregny, alors rattaché au pays de Gex, une seigneurie dépendante des comtes de Genève, est à l’origine un bastion catholique. Un premier lieu de culte catholique romain y prend forme sous la forme d’une chapelle, vraisemblablement construite au XVe siècle, au cœur du hameau de Pregny (46° 14′ 03″ N, 6° 08′ 24″ E
). En 1353, le comte de Savoie Amédée VI annexe ce territoire à ses États savoyards.

#### La Réforme
En 1536, la chapelle de Pregny devient protestante à la suite de la conquête du Pays de Gex par les Bernois et les Genevois et l'imposition de la réforme dans la région. Cependant, en 1567, les Bernois, souhaitant concentrer leurs efforts sur le Pays de Vaud, rendent Pregny et les autres territoires autour de Genève à la Savoie. Toutefois, le duc Charles III de Savoie, connu pour sa ferveur catholique et son hostilité envers le protestantisme, se trouve confronté à une demande des pasteurs de ces territoires. Ces derniers lui demandent de permettre la pratique du culte protestant dans les villages sous sa domination. Le duc accède finalement à cette demande le 15 septembre 1567.

#### L'Édit de Nantes
En 1590, le territoire passe sous occupation genevoise. Dans sa capitulation, le duc Charles III de Savoie impose un article garantissant aux habitants du bailliage le libre exercice de leur religion, comme ils en jouissaient auparavant.
Le 13 avril 1598, en France, l'Édit de Nantes promulgué par Henri IV confirme et étend les droits et sûretés accordés aux huguenots par les édits et traités précédents. Parallèlement, de profondes modifications politiques se préparent entre les cours de France et de Savoie. Genève, craignant d'être dépossédée du territoire du Pays de Gex qu’elle avait conquis et administré, entame auprès d'Henri IV d'intenses négociations pour en conserver la possession. Cependant, Henri IV finit par s'entendre avec le duc Charles-Emmanuel de Savoie et signe, le 17 janvier 1601 à Lyon, un traité par lequel toute la contrée située sur la rive droite du Rhône — soit la Bresse, le Bugey, le Valromey et le Pays de Gex — revient au royaume de France. Cette clause vise à écarter toute réclamation ultérieure des Genevois. Toutefois, la question religieuse suscite de graves difficultés.

#### Rattachement au royaume de France
Comme Pregny est désormais rattaché au royaume de France depuis le 6 mars 1601, les habitants envoient une députation au roi pour solliciter le maintien du culte protestant dans leurs temples. En réponse, Henri IV s'engage à garantir aux protestants le libre exercice de leur culte, tout en imposant la « liberté de conscience ». Profitant de cette situation, de nombreux prêtres catholiques reviennent s’installer sur le territoire du pays de Gex. François de Sales, évêque de Genève, entreprend alors de récupérer pour l’Église catholique les biens et temples qui lui appartenaient avant la Réforme et réclame ainsi la restitution de tous les lieux de culte du bailliage. Après la mort d'Henri IV, la réaction catholique s'intensifie à la cour de France, et la seigneurie de Genève n’a plus la possibilité de faire valoir ses réclamations protestantes auprès de l’autorité supérieure.
En 1611, deux commissaires, l’un catholique et l’autre réformé, sont désignés pour mettre en application l’Édit de Nantes dans le pays de Gex. Ils règlent équitablement les différends existants. Une ordonnance est rédigée le 12 décembre 1611, stipulant que « la dépossession des temples, cimetières et pensions ne serait exécutoire que lorsque le roi aurait pourvu les réformés de fonds équivalents aux biens qui leur seraient enlevés ».
Cependant, sous l'influence de François de Sales auprès de la reine régente et du Conseil, un arrêt royal prescrit l’exécution directe de l’édit. En conséquence, tous les bénéfices ecclésiastiques ainsi que les temples doivent être restitués au clergé catholique. Deux nouveaux commissaires, Bénigne Milletot, conseiller au parlement de Dijon, et Pierre de Brosses (1569-1617), seigneur de Tournay, sont chargés de superviser cette exécution. Le 16 juillet 1612 et les jours suivants, Milletot et de Brosses entreprennent une tournée des paroisses du bailliage, procédant à la remise solennelle des églises et des bénéfices entre les mains de François de Sales et de son clergé. Face à ces pertes, les protestants construisent de nouveaux temples pour remplacer les églises restituées, parvenant à en édifier dans une vingtaine de villages.
Le 15 avril 1661, le roi Louis XIV interdit l’exercice du culte réformé dans tout le bailliage du pays de Gex, à l’exception des villages de Ferney et de Sergy. Des agents du roi pénètrent alors dans presque tous les temples, brisent les bancs, murent les portes et enlèvent les cloches. Par un arrêt du 23 août 1662, Louis XIV ordonne la démolition des temples protestants du pays de Gex. Jean d'Arenthon d'Alex, successeur de François de Sales, y supervise les destructions. Le temple de Pregny, parmi dix-neuf autres, est ainsi détruit. Le 18 décembre 1684, un arrêt du Conseil royal interdit définitivement l’exercice du culte réformé dans toute l’étendue du bailliage de Gex.
En 1682, en l'absence totale de catholiques à Pregny, Jean d'Arenthon d'Alex, décide d'y fonder une cure. Deux ans plus tard, il décide de reconstruire la chapelle de Pregny sur le même emplacement que l'ancienne et la consacre le 1er avril 1685. Le 22 avril 1687, il place à Pregny le curé Louis Frémin (1655-1726) de Meyrin, peu apprécié des protestants du bailliage, avec pour mission de convertir les familles pregnotes au catholicisme. Afin d’accélérer la reconversion, le curé Frémin fait prêcher une mission par les pères capucins durant le mois de janvier 1688 ; les jésuites d’Ornex viennent également lui prêter main-forte.

#### L'Édit de Fontainebleau
À la suite de la révocation de l'Édit de Nantes et de la promulgation de l'Édit de Fontainebleau le 18 octobre 1685, de nombreux protestants vivant à Pregny quittent le territoire pour s’installer à Genève et dans le Pays de Vaud. Dès lors, la présence de familles protestantes sur le territoire de Pregny devient très faible.

### Les différentes écoles protestantes
Depuis la création de la paroisse protestante de Genthod en 1536, la commune de Pregny y fut initialement rattachée. Par la suite, de 1552 à 1662, elle fut intégrée à la paroisse unifiée de Grand-Saconnex–Pregny–Meyrin–Vernier.
Au début du XVIIIe siècle, la population de la commune de Pregny était presque exclusivement catholique. Progressivement, toutefois, des citadins genevois commencèrent à acquérir des terrains sur le territoire communal, y construisirent des villas, et y firent venir du personnel domestique, souvent de confession protestante. L'ouverture de la ligne de chemin de fer en 1857, suivie de l’établissement de lignes de tramway, facilita le rapprochement entre la campagne et la ville, accélérant ainsi cette évolution démographique.
En raison de l’éloignement relatif des temples protestants de Genthod et du Petit-Saconnex, des cultes furent progressivement organisés à Pregny, notamment dans certaines propriétés appartenant à de grandes familles protestantes installées dans la commune.

#### École desOrmeaux

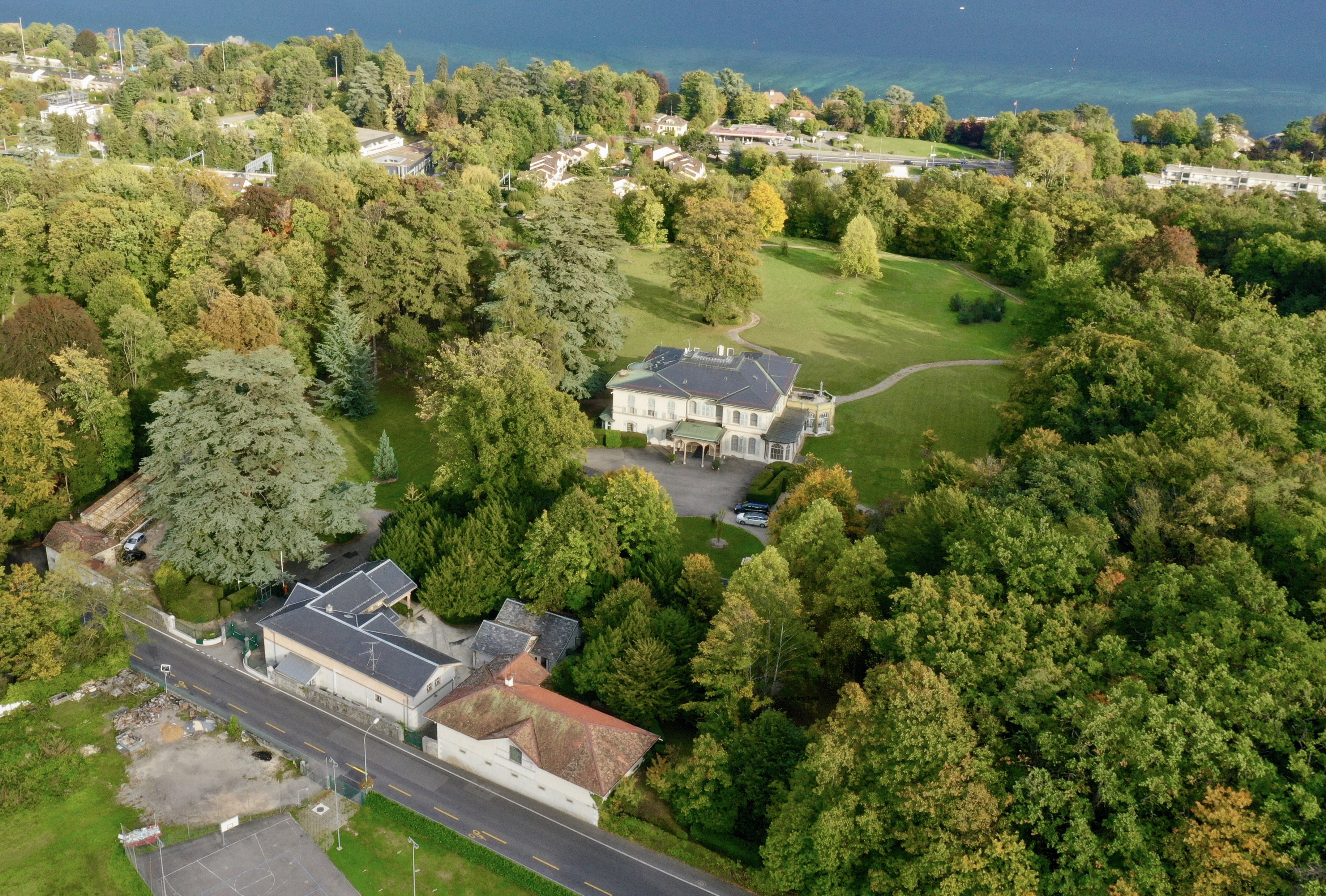
La maison de maître « Les Ormeaux » vue du ciel. Le long de la route, les dépendances ayant accueilli l’école protestante de 1859 à 1901 et le culte protestant jusqu'en 1905.

Dans les années 1850, Alphonse Favre (de), propriétaire de la maison de maître « Les Ormeaux », choqué par l’isolement des familles protestantes vivant à Pregny, décide, avec le soutien de la famille Sarasin, d’ouvrir une école primaire dans un petit chalet situé sur sa propriété accessible depuis le Chemin des Chèvres. À l'enseignement primaire, des cours religieux protestants y sont également dispensés le jeudi, ainsi que le catéchisme le dimanche, auquel les adultes et les parents sont également conviés. Celle-ci est ouverte le 14 mai 1852. Les cours sont assurés par M. Sené. À la fin de chaque semestre, des examens sont organisés et des prix sont remis, accompagnés d’un rapport présenté par M. ou Mme Favre, M. Maurice Sarasin (1812-1873) ou M. Sené.
Jugeant l'école primaire publique dorénavant bien dirigée, Alphonse Favre estime alors que son propre établissement n’a plus lieu d’être. Toutefois, l’enseignement religieux ne figurant pas au programme officiel, il décide en 1859 de fermer son école primaire, tout en maintenant l’école du jeudi et le catéchisme. Pour ce faire, il fait démolir le petit chalet et dispense provisoirement les cours dans la maison de maître, avant de les transférer dans une dépendance construite spécialement à cet effet (46° 14′ 18″ N, 6° 08′ 31″ E
). Une bibliothèque d’environ 300 ouvrages y est également installée. Les cours sont dès lors assurés par des ecclésiastiques protestants, comme les pasteurs Astier, Jean de Vismes (1841-1930), Charles Faure (1829-1913), Benjamin Tournier (1826-1904), Jean-Philippe Dardier (1831-1923) ou encore Charles Delérat; parfois, par des étudiants de la Faculté libre de théologie.
À la mort d'Alphonse Favre en 1890, son fils, Édouard Favre (1855-1942), poursuit l’enseignement protestant dans l’école. L’auditoire devenant de plus en plus nombreux et la salle trop exiguë, Favre la fait restaurer et agrandir en septembre 1900.

#### École de la famille Gasparin
En parallèle, Agénor et Valérie de Gasparin, propriétaires de la maison de maître « Le Rivage », donnent également, dès 1857, des cours d’école du dimanche dans leur propriété (46° 14′ 20″ N, 6° 09′ 02″ E
). À la mort de son mari, survenue le 14 mai 1871, Valérie est rongé par le chagrin et choisit de ne plus quitter la maison de maître. Recluse dans sa chambre, elle refuse même de descendre au jardin et maintient les volets fermés pendant plusieurs années. Cependant, la religion protestante demeure une part essentielle de sa vie. Pendant douze ans, chaque dimanche, elle reçoit chez elle, entre deux et quatre heures de l'après-midi, quatre jeunes filles par semaine. Au total, une centaine de jeunes femmes — institutrices, demoiselles de magasin, ouvrières en horlogerie, entre autres — franchissent sa porte. À chacune, elle accorde un quart d'heure d'entretien, s'enquérant avec bienveillance de leur situation personnelle. Ensuite, elle réunit ses invitées pour un culte protestant suivi d’un goûter.

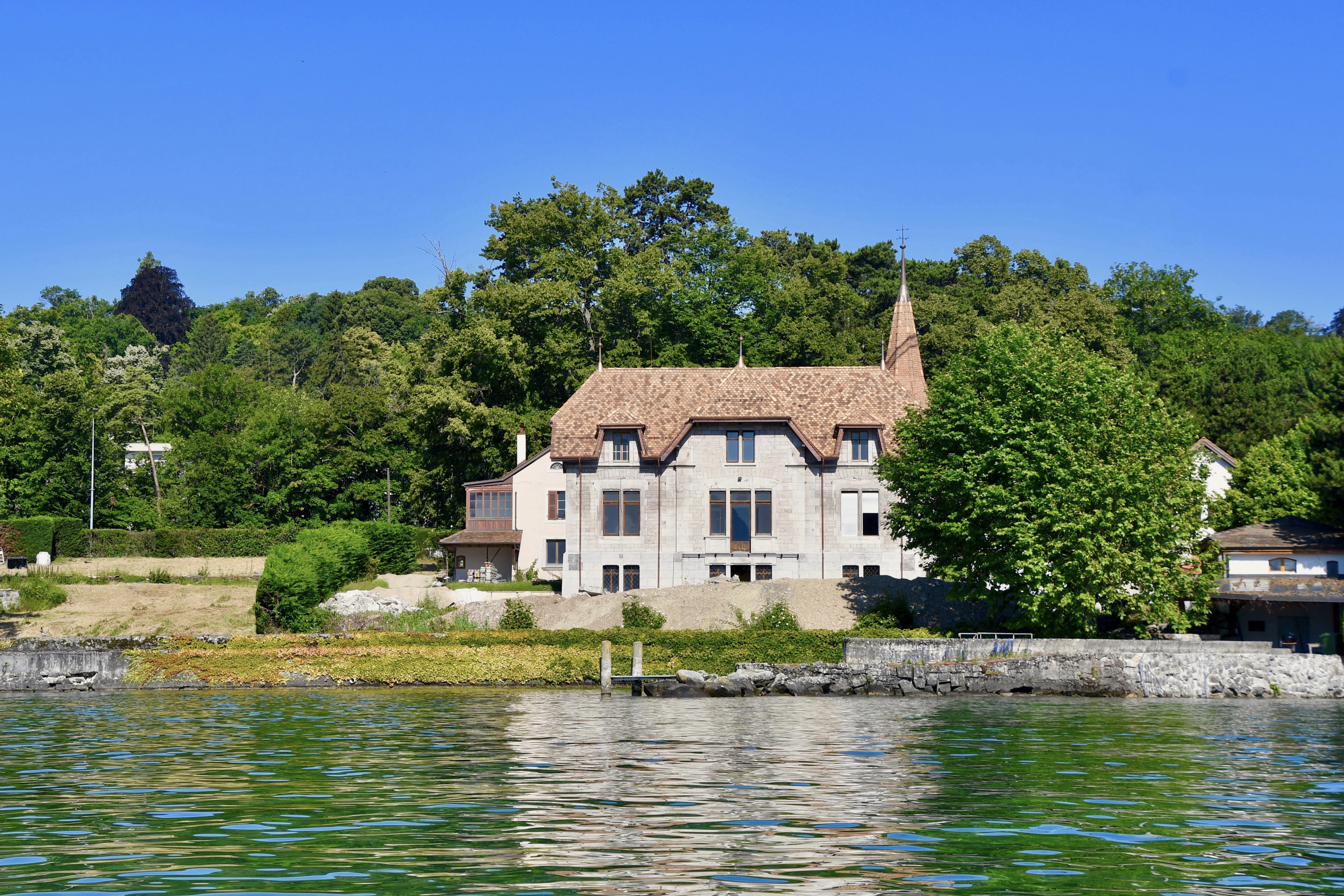
La maison de maitre « Les Jordils ».

À la mort de Valérie en 1894, la tradition de son école du dimanche est reprise par William Barbey, mari de la nièce de Valérie. Celui-ci dispense les enseignements religieux dans la maison de maître « Les Jordils » (46° 14′ 11″ N, 6° 09′ 00″ E), propriété qu’il a fait construire sept ans plus tôt pour recevoir également les collections botaniques de son beau-père Edmond, frère de Valérie.

### Chapelle protestante des Cornillons

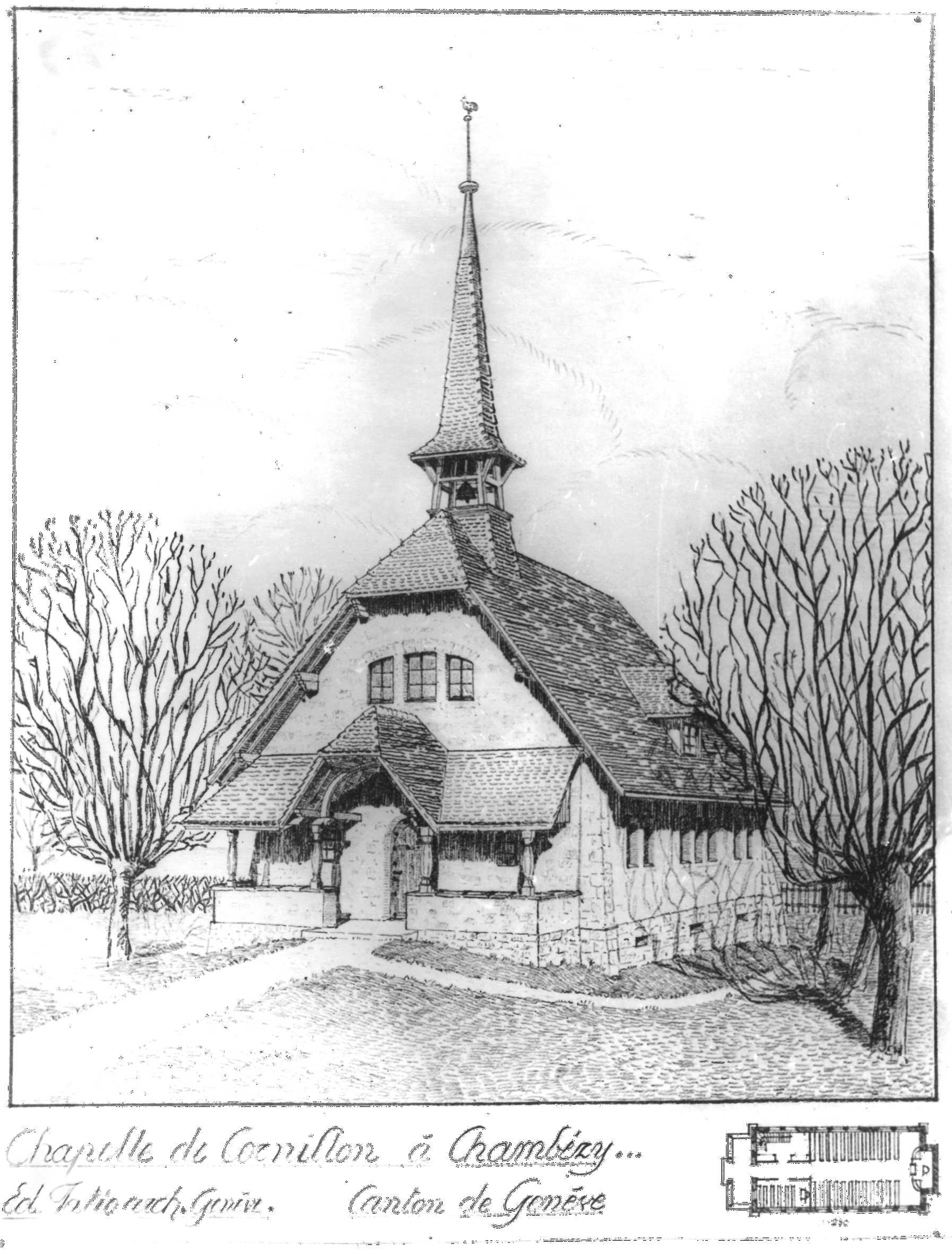
Reproduction photographique d’un plan architectural de 1901 de la chapelle des Cornillons.

Dans le but de poursuivre et de structurer les enseignements religieux protestants à Pregny-Chambésy, William Barbey prit l’initiative de faire construire un édifice spécifiquement dédié à cet usage, situé dans un emplacement plus central, au cœur du village. Après avoir essuyé plusieurs refus concernant l’emplacement souhaité, il acquit finalement un terrain en bordure de la voie ferrée, au lieu-dit Cornillon, à Chambésy-Dessous. C’est à cet endroit qu’il fit édifier, en 1901, une chapelle de style Heimatstil, conçue par l’architecte Edmond Fatio. À partir de 1904, William Barbey mit la chapelle à la disposition de l'Église évangélique libre de Genève. De son côté, Édouard Favre choisit de s’associer au projet de William Barbey et ferme son école de catéchisme des Ormeaux, tout en y maintenant le culte pour les adultes.
Sous l’impulsion d’Ernest Hentsch (1853-1921), propriétaire de la maison de maître « La Fenêtre », et d’Édouard Sarasin, la paroisse protestante officieuse de Pregny – Grand-Saconnex est fondée. Un système de rotation des prédicateurs fut alors mis en place : deux pasteurs de l'Église évangélique libre de Genève et deux de l'Église protestante de Genève se partageaient la conduite des offices. L’école du dimanche se tenait à 13h30, tandis qu’un culte en langue allemande était célébré tous les quinze jours. En parallèle, le temple des Crêts-de-Pregny, avec son presbytère, est construit en 1905 également par Edmond Fatio au Grand-Saconnex, à la limite communale avec Pregny (46° 14′ 03″ N, 6° 07′ 47″ E
). Le culte dominical aux Ormeaux n’ayant plus lieu d’être, il est célébré une dernière fois le 5 novembre 1905,.
En 1909, William Barbey exprima le souhait de céder la chapelle au bénéfice de la paroisse de la Rive-Droite de l'Église évangélique libre de Genève. Toutefois, cette dernière déclina l’offre, estimant que le faible nombre de familles libristes résidant à Pregny, seulement deux, ne justifiait pas une telle donation. La chapelle fut alors offerte à la paroisse protestante officieuse de Pregny – Grand-Saconnex. Dans une lettre, Barbey écrit : « Comme sanction du superbe jubilé de la Réformation et conséquence naturelle de la séparation de l'Église et de l'État, permettez-moi d'offrir sans frais l'école du Cornillon et son terrain. Nous ne mettons aucune condition. » Il joignit à ce don un capital de 25 000 francs, destiné à couvrir les frais d’entretien et de réparation de l’édifice.
Entre 1955 et 1956, la chapelle fit l’objet d’un réaménagement intérieur complet : le chœur, auparavant fermé par une paroi en bois, fut dégagé et mis en valeur. La chaire fut déplacée latéralement, permettant ainsi de recentrer l’attention sur la table de communion, surmontée d’une grande croix murale éclairée par un dispositif lumineux indirect. Le chœur fut également repeint en bleu, renforçant l’atmosphère de recueillement du lieu. Les travaux furent réalisés sous la direction de l’architecte André Rivoire (1915–2011), avec la collaboration du menuisier-ébéniste M. Thévenot. L’inauguration de la chapelle rénovée eut lieu le 25 mars 1956, à l’occasion du culte de confirmation des catéchumènes.
En 1959, la chapelle fit l’objet d’une nouvelle rénovation significative. L’espace intérieur fut agrandi par le recul de la paroi de la sacristie, permettant une meilleure capacité d’accueil. Un orgue y fut également installé, marquant une étape importante dans l’enrichissement liturgique du lieu. L’instrument fut inauguré le 11 octobre 1959 à l’occasion d’un concert donné en soirée par Pierre Segond, organiste de la cathédrale Saint-Pierre de Genève.
Dans les années 1980, les paroisses de Genthod et de Pregny–Grand-Saconnex fusionnent pour former la Paroisse des 5 Communes. Celle-ci regroupe les fidèles protestants des communes de Bellevue, Genthod, Grand-Saconnex, Pregny-Chambésy et Collex-Bossy. La paroisse dispose de trois lieux de culte : les temples de Genthod et des Crêts-de-Pregny (au Grand-Saconnex), ainsi que la chapelle des Cornillons (à Chambésy).
Le 16 octobre 1987, la chapelle est inscrite à l’inventaire des biens culturels par le Département des Travaux publics du canton de Genève.

### Chapelle copte orthodoxe
Dès 1966, les familles de confession coptes orthodoxes suivent le culte orthodoxe francophone dans la chapelle Sainte-Trinité & Sainte-Catherine du Centre orthodoxe du Patriarcat œcuménique de Chambésy. Par la suite, leur culte, selon leur rite, est célébré deux à trois fois par an dans l'église grecque orthodoxe Saint-Paul, mise à leur disposition. L’arrivée, au début des années 1980, d'Égyptiens de confession copte dans la région entraîne la nécessité de proposer des services plus réguliers. En 1983, le pape copte orthodoxe Chenouda III d’Alexandrie fonde l’Église copte orthodoxe de Suisse romande. Enfin, en 1985, la communauté copte orthodoxe s’installe dans sa propre église à Vernier, avant de déménager à Meyrin en 1994.
Une deuxième communauté copte orthodoxe se forme alors à Genève. Depuis Pâques 2013, la Paroisse des 5 Communes loue la chapelle à cette nouvelle communauté,. Celle-ci réorganise et aménage l’intérieur de la chapelle pour y célébrer son culte.

## Architecture
Son architecture, caractérisée par des murs en appareil rustique, une toiture à décrochements et un clocheton, est typique du Heimatstil, un style très présent à Genève à l'époque de l'Exposition nationale suisse de 1896.
Le chœur abrite une peinture murale de Thierry Vernet, réalisée en 1945-1946, représentant la Cène.

### Clocher
Le clocher est doté d'un clocheton et supporte une cloche datant de 1913, d'un diamètre de 48 cm et pesant 250 kg. Des inscriptions figurent sur la cloche : « Donnée par les Protestants de la Paroisse de Pregny - Grand-Saconnex – MLCCCCXIII » et « Assemblez le peuple, formez une sainte réunion! Assemblez les vieillards. Assemblez les enfants! Joël Ch. II.V.16 ». La cloche est encore sonnée manuellement.

## Centre paroissial

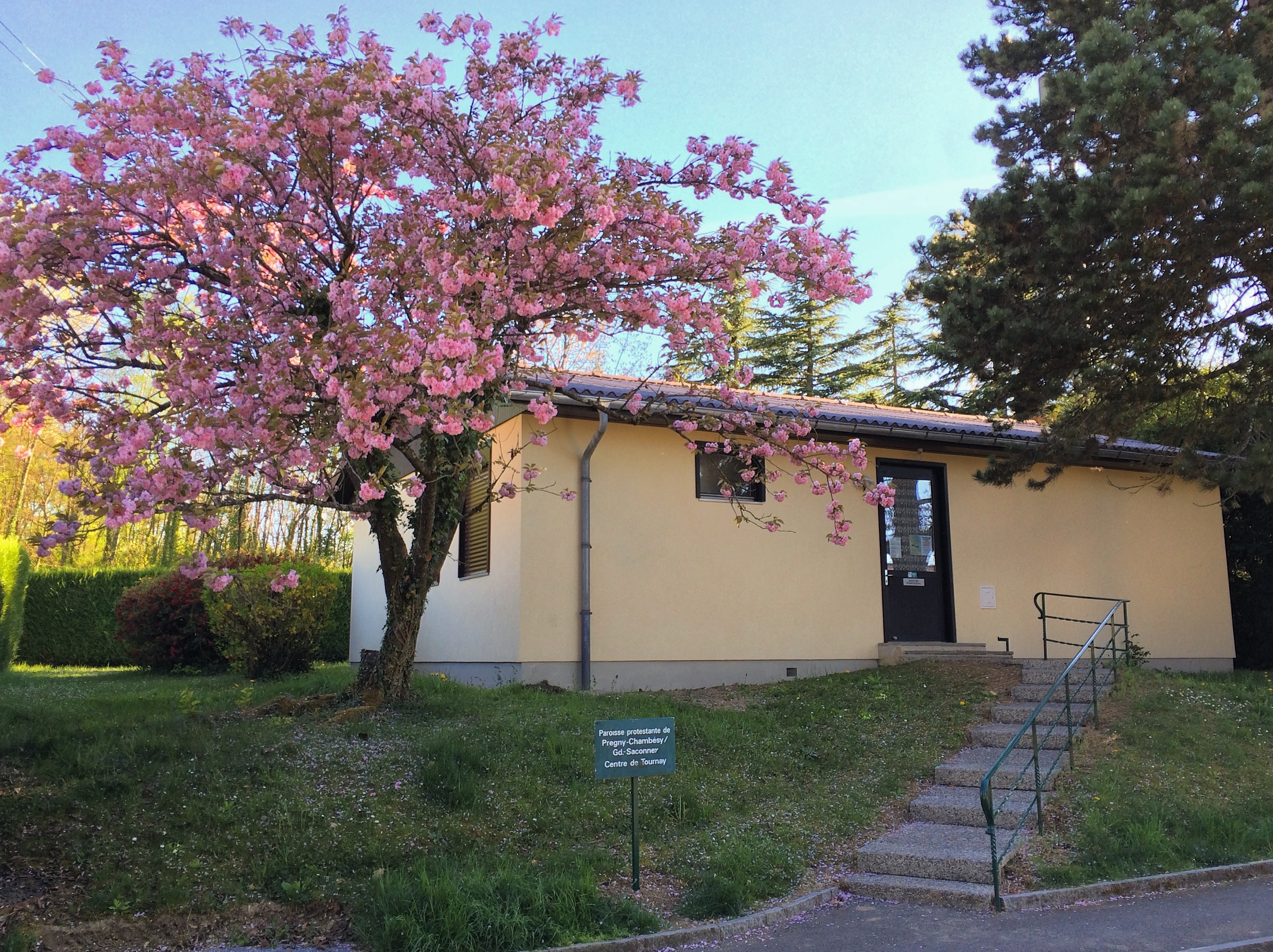
Le centre paroissial situé à lAvenue de Tournay.

La maison de paroisse, située au Chemin des Crêts-de-Pregny et inaugurée le 15 novembre 1925, est vendue en 1976 en raison de sa désaffection liée à sa situation peu propice (46° 14′ 08″ N, 6° 07′ 57″ E). Les fonds récoltés permettent la construction d’un centre paroissial à l’Avenue de Tournay, à Chambésy, comprenant une salle de réunion, un bureau pastoral et le secrétariat de paroisse, ainsi que l’aménagement d’un autre centre paroissial au rez-de-chaussée du presbytère au Grand-Saconnex. Les deux centres sont inaugurés en octobre 1976.

Dans les années 2000, l’administration est transférée au presbytère du Grand-Saconnex, laissant le centre paroissial de Chambésy devenir uniquement une salle de réunion.

## Galeries

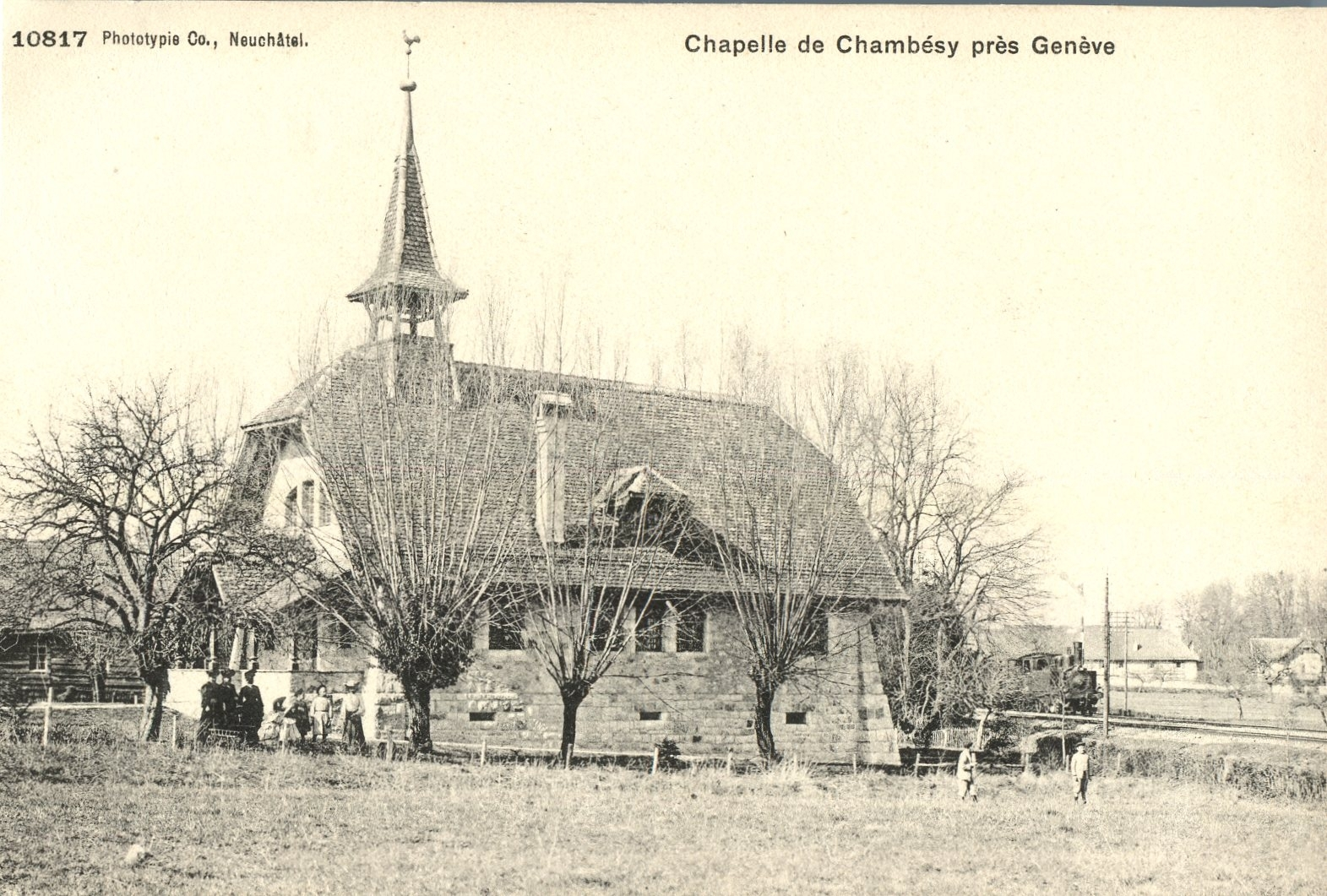
Carte postale représentant la chapelle au début du XXe siècle.
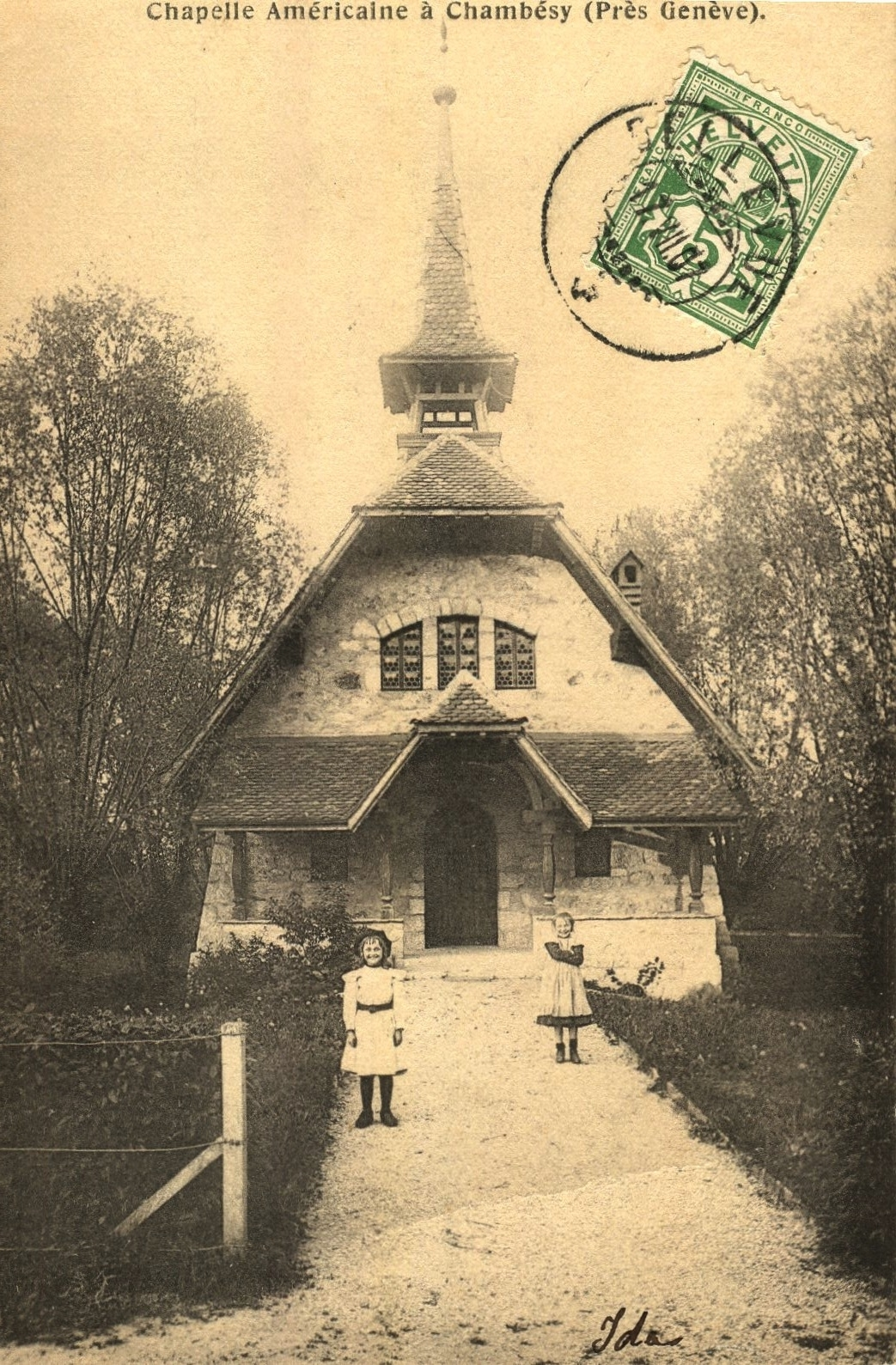
Carte postale représentant la chapelle au début du XXe siècle.
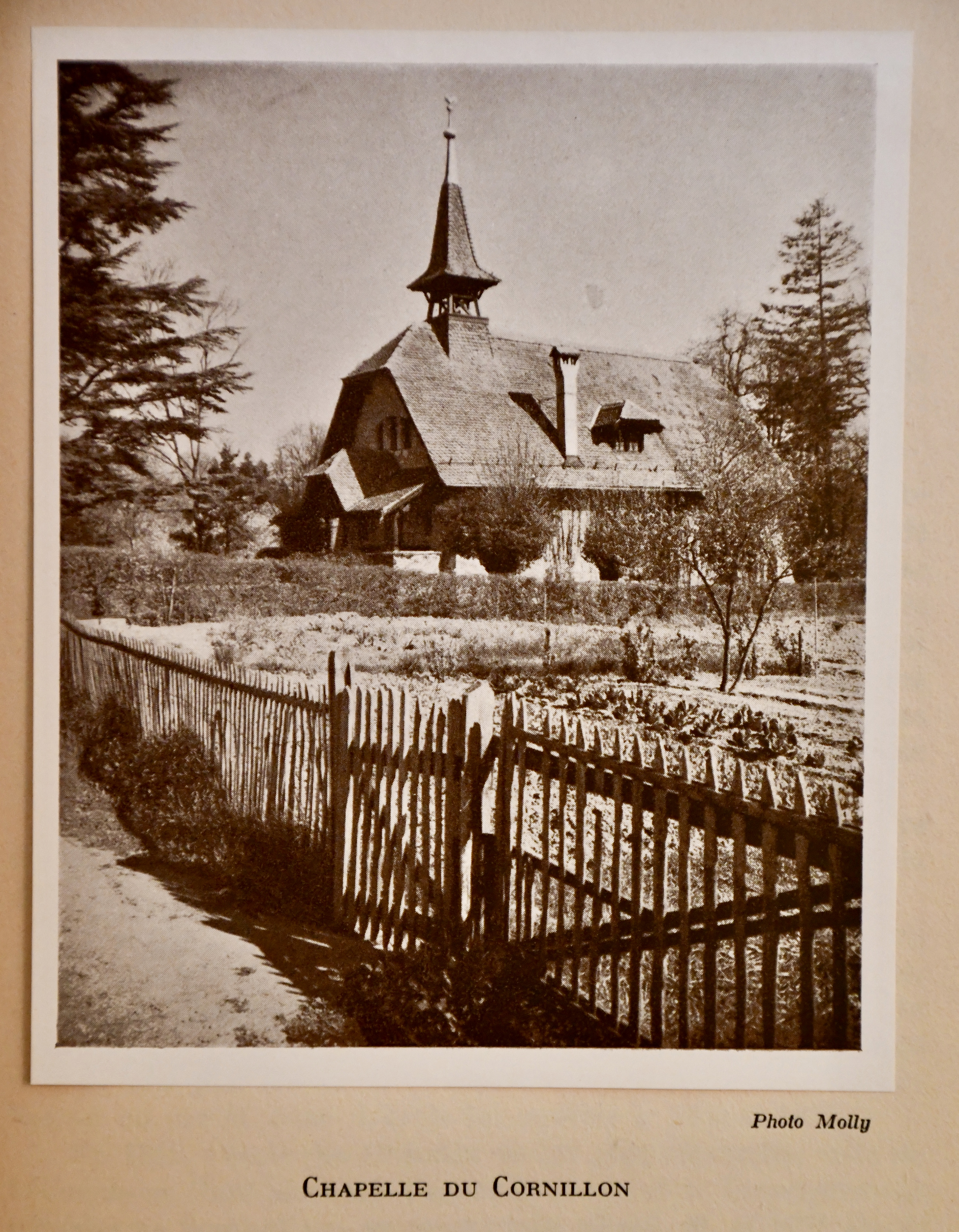
Photographie de la chapelle prise en 1946.

## Anecdotes
- C’est à la chapelle des Cornillons, en 1971, que le musicien Jozsef Molnar donne son premier concert de cor des Alpes, accompagné d’un organiste[24].